# Bertram Ramsay
Sir Bertram Home Ramsay KCB KBE MVO (Londres, 20 de gener de 1883 - Toussus-le-Noble, 2 de gener de 1945) fou almirall de la Royal Navy durant la Segona Guerra Mundial. Va ser un important contribuent en el camp de la guerra amfíbia.

## Biografia
Nascut al Hampton Court Palace, de Londres,en el si d'una família escocesa. Els seus pares van ser el Brigadier General William Alexander Ramsay i Susan Newcombe Minchener. Assistí a la Colchester Royal Grammar School.
El 26 de febrer de 1929, Ramsay es casà amb Helen Margaret Menzies, filla del coronel Charles Thomson Menzies. Van tenir dos fills:
- David Francis Ramsay (1 d'octubre de 1933-2 de gener de 2021), qui escriví un parell de llibres i va tenir 2 fills, Michael Ramsay i James Ramsay.
- Major General Charles Alexander Ramsay CB OBE (12 d'octubre de 1936-31 de desembre de 2017), educat a la Reial Acadèmia Militar de Sandhurst i esdevingué director general de l'Exèrcit Territorial, sent membre de la Guàrdia de Protecció de la Reina per Escòcia.[2]

## Carrera naval
El 1898 s'uní a la Royal Navy. Com a cadet naval, va ser destinat al HMS Crescent l'abril de 1899..Serví posteriorment al HMS Britannia, esdevenint guardiamarina abans d'un any. A mitjans de 1902 ja actuava com a subtinent, sent confirmat en aquest ranc el 15 de setembre de 1902. Va ser promogut a tinent el 15 de desembre de 1904.
El Cens de 1911 el mostra servint com a Tinent de Bandera del Contraalmirall Douglas Gamble a bord del HMS Bacchante a la Mediterrània. El vaixell estava sota les ordres de Reginald Tyrwhitt.

### Primera Guerra Mundial
Durant la Primera Guerra Mundial va rebre el primer comandament, un petit monitor) a l'agost de 1915. Durant dos anys aquesta nau formà part de la Patrulla de Dover davant la costa belga. Promogut a comandant el 30 de juny de 1916, l'octubre de 1917 passà a comandar un altre vaixell de la Patrulla, el destructor HMS Broke.
El 9 de maig de 1918, participà en el Segon Atac d'Oostende, seguint l'Atac de Zeebrugge, sent mencionat als despatxos.

### Període d'entreguerres
Passà el període d'entreguerres tant al mar (comandant o com a capità de bandera) o a terra com instructor del Reial Col·legi de Guerra Naval i el Col·legi Imperial de Defensa. Va ser ascendit a l'Almirallat el 1935, quan va ser nomenat Capità de Bandera i Cap d'Estat Major del Comandant de la Home Fleet, sir Roger Blackhouse. Ramsay creia en un sistema d'estat major descentralitzar, en què el cap només controlés l'essencial; tot just al contrari que Blackhouse, que era molt centralitzador, rebutjant delegar qualsevol cosa d'importància a ningú, fins i tot al seu cap d'Estat Major... amb la qual cosa les relacions entre tots dos es van deteriorar ràpidament.
Ramsay demanà ser rellevat al desembre de 1935, sent nomenat Company del Bany (CB) i sent inclòs a la llista dels oficials que passarien al retir durant l'any següent. Finalment, es retirà de la Marina el 1938; però donat l'empitjorament de la situació internacional, tornà a ser cridat a files un any després per fer front a l'amenaça de l'Eix.

### Segona Guerra Mundial
Promogut a Vicealmirall, va haver d'encarregar-se de la zona d'operacions de Dover el 24 d'agost de 1939. Entre els seus deures s'incloïen vigilar la defensa contra els possibles atacs de destructors, la protecció del tràfic militar i de combois al Canal de la Mànega i impedir el pas dels submarins pels Estrets de Dover.

### L'evacuació de Dunkerque
Com a vicealmirall, al maig de 1940 va ser responsable de l'evacuació de Dunkerque del BEF, amb nom clau d'Operació Dinamo. Treballant als túnels del castell de Dover, amb una pressió immensa sobre les seves espatlles, ell i el seu estat major van treballar durant 9 dies per rescatar les tropes atrapades a França per les tropes alemanyes després de la batalla de França.
Pel seu èxit en tornar a casa a 338.226 britànics i soldats aliats des de les platges de Dunkerque, se li demanà que informés personalment sobre l'operació al rei, sent nomenat Cavaller Comandant de l'orde del Bany.

### Defensant Dover
Després que l'Operació Dinamo es completés, es va haver d'encarar amb els enormes problemes de defensar les aigües davant de Dover de l'esperada invasió alemanya. Durant prop de dos anys, comandà les forces que lluitaven per mantenir el control contra els alemanys, guanyant-se una segona Menció als Despatxos. Durant dos anys continuà amb els seus esforços per mantenir net el Canal de la Mànega, tot i els atacs aeris, els atacs de la flota costanera alemanya i del bombardeig de llarg abast. Els seus èxits van ser tal que els combois rara vegada van ser aturats per la pressió alemanya.

### La invasió d'Àfrica
Ramsay havia de ser nomenat Comandant de la Força Naval per la invasió d'Europa el 29 d'abril de 1942, però la invasió es posposà i va ser nomenat Adjunt al Comandant Naval per la invasió al Nord d'Àfrica. Van haver objeccions a permetre que una força naval d'aquelles dimensions fos posada sota les ordres d'un Contraalmirall que apareixia a la llista de retirats, motiu pel qual va ser nomenat substitut del Comandant Naval Aliat de la Força Expedicionària, Sir Andrew Browne Cunningham. A les seves ordres, Ramsay planejà els desembarcaments aliats.

### La invasió aliada de Sicília
Durant l'any següent, Ramsay continuà treballant sota les ordres de Cunningham, ara preparant la invasió aliada de Sicília al juliol de 1943, sent l'Oficial Naval Comandant de la Eastern Task Force, comandant els desembarcaments britànics, i preparant els desembarcaments amfibis.
La seva recompensa per tot el treball realitzar no va ser només ser nomenar Comandant de l'Imperi Britànic (KBE), sinó que tornà a veure's inclòs a la llista d'oficials en actiu amb rang de vicealmirall, sent promogut immediatament a almirall el 27 d'abril de 1944.

### El Desembarcament de Normandia

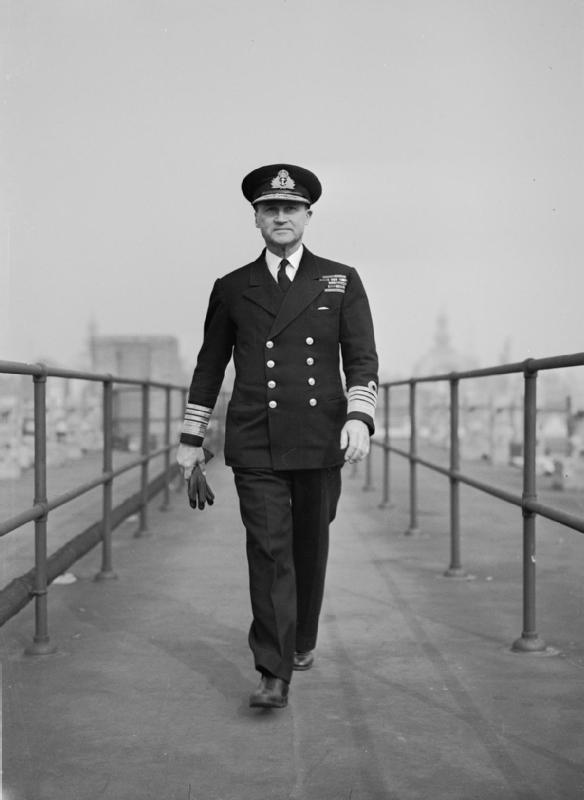
Ramsay el 1944

Durant l'Operació Overlord i, més concretament en la seva part naval, l'Operació Neptú, Ramsay serví com a Comandant en Cap de les Forces Navals Aliades Expedicionàries per a la invasió.
El pla naval era immensament complex: els navilis aliats no només havien de transportar les divisions d'assalt i els reforços, sinó que també havien de netejar les zones de mines, bombardejar la costa, protegir-se dels atacs enemics (tant aeris com marítims) i mantenir nets els ports amenaçats per l'enemic. Tot això involucrà unes 4.000 naus de tota mena, així com els components dels ports Mulberry. El transport correcte tant dels homes com de l'equipament a les platges del desembarcament va ser un element capital en l'èxit de tota l'operació. Va ser un triomf degut en gran part al sentit comú de Ramsay, al seu tacte i al seu esperit d'equip. Segons l'historiador Correlli Barnet va ser "una obra mestre no superada de planificació", coordinant i planificant una flota de 7.000 vaixells per portar 160.000 homes a les platges de Normandia només el Dia-D, amb 875.000 homes desembarcats a finals de juny.
Va haver de fer front a un potencial conflicte entre el Primer Ministre Winston Churchill i el Rei Jordi VI, quan Churchill informà al Rei que volia observar els desembarcaments del Dia-D a bord del HMS Belfast, un creuer lleuger assignat a tasques de bombardeig per a l'operació. El rei, ell mateix un mariner experimentat i veterà de la batalla de Jutlàndia, anuncià que acompanyaria el Primer Ministre. Ambdós estaven decidits fins a trobar-se amb l'almirall Ramsay, qui rebutjà prendre cap responsabilitat per la seguretat personal d'ambdós. Ramsay senyalà el perill tant pel Rei com pel Primer Ministre, els riscos que les tasques operatives designades al HMS Belfast, i el fet que tant el Rei com Churchill serien necessaris al país en cas que els desembarcaments fracassessin i s'haguessin de prendre decisions immediates. Això marcà el final de la qüestió, i tant el Rei Jordi VI com Churchill romandrien a Londres durant el Dia-D.
Mentre que el port d'Anvers era vital pels Aliats després del Dia-D, els almiralls Cunningham i Ramsay advertiren el SHAEF i Montgomery que el port seria inviable mentre que els alemanys controlessin les aproximacions. Però Montgomery posposà la batalla de l'Escalda, i el retard en obrir el port va ser una llosa sobre els subministraments aliats mentre que l'hivern s'apropava.

## Mort
El 2 de gener de 1945 va morir quan el seu avió es va estavellar en enlairar-se a Toussus-le-Noble, al sud-oest de París. Es dirigia a una conferència amb el General Bernard Montgomery a Brussel·les.
Ramsay va ser enterrat al cementiri de Saint-Germain-en-Laye. El maig 1995 va ser erigit un memorial dedicat a tots aquells que van morir en l'accident.

## Llegat

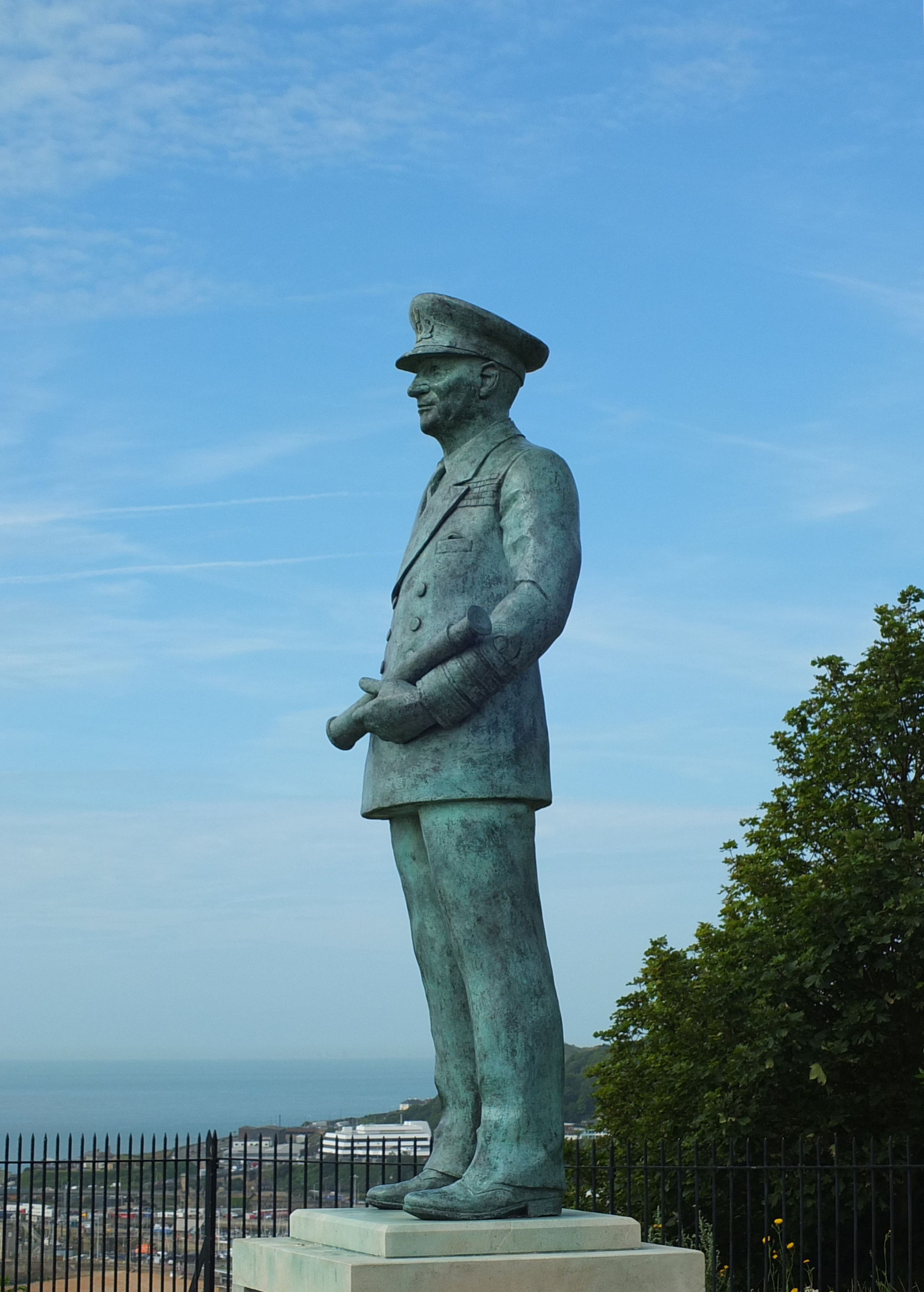
Estàtua de Ramsay als terrenys del castell de Dover

Una estàtua de Ramsay es va erigir el novembre de 2000 al castell de Dover, a prop d'on havia planejat l'evacuació de Dunkerque. El seu nom també apareix al monument de guerra de la Colchester Royal Grammar School i hi ha un retrat penjat a l'escola. Una escola secundària de Middlesbrough va rebre el seu nom en el seu honor, però des de llavors s'ha rebatejat almenys dues vegades.
El febrer de 2020, l'Scottish Borders Council va anunciar plans per construir un museu a la casa familiar de l'almirall Ramsay. "Una antiga botiga de jardineria es convertirà a Bughtrig House a Coldstream per crear el museu en el seu honor", va informar BBC News.
El llegat de l'almirall Ramsay ha estat recordat per la Royal Navy; han utilitzat el seu nom per al Centre d'Aprenentatge a HMS Collingwood a Fareham, l'edifici Ramsay que va ser obert pel seu fill el març de 2012.

## En cinema i ficció
La seva participació en l'evacuació de Dunkerque i el desembarcament del dia D ha donat lloc a diverses aparicions com a personatge de cinema i drama televisiu: a Dunkerque (1958, interpretat per Nicholas Hannen), The Longest Day (1962, interpretat per John Robinson), Churchill and the Generals (1979, interpretat per Noel Johnson), Dunkirk (2004, interpretat per Richard Bremmer), Ike: Countdown to D-Day (2004, interpretat per Kevin J. Wilson), Churchill (interpretat per George Anton) i Darkest Hour (2017, interpretat per David Bamber).

## Dates de promoció
Almirall de la Flota - 21/01/1943 (retirat 1946)
 Almirall - 27/04/1944 (en funcions 18/6/1942)
 Vicealmirall - 12/01/1939 (reactivat 24/08/1939) (reinstaurat al servei actiu 26/07/1944
 Contraalmirall - 09/05/1935 (retirat 10/10/1938)
 Capità - 30/06/1923
 Comandant - 30/06/1916
 Tinent Comandant - 15/12/1912
 Tinent - 15/12/1904
 Sotstinent - 15/09/1902
 Guardiamarina – 15/09/1899
 Cadet 15/01/1898

## Condecoracions
Comandant de l'Orde del Bany (KCB) - 1940
 2 Mencions als Despatxos – 1918, 1940
 Comandant de l'Orde de l'Imperi Britànic (KBE)
 Membre del Reial Orde Victorià (MVO)
 Medalla de l'Àfrica Oriental i Occidental
 Estrella de 1914
 Medalla Britànica de la Guerra 1914-20
 Medalla de la Victòria 1914-1918
 Medalla Naval del Servei General
 Estrella de 1939-45
 Estrella de l'Atlàntic
 Estrella d'Àfrica
 Estrella d'Itàlia
 Estrella de França i Alemanya
 Medalla de la Guerra 1939-1945
 Medalla del Jubileu de Plata del Rei Jordi V 1935
 Medalla de la Coronació del Rei Jordi VI 1937
 Gran Oficial de la Legió d'Honor (França)
 Creu de Guerra (Bèlgica)
 Cap Comandant de la Legió del Mèrit (Estats Units)
 Orde d'Uixakov de 1a classe (URSS)